# Скандинавизм

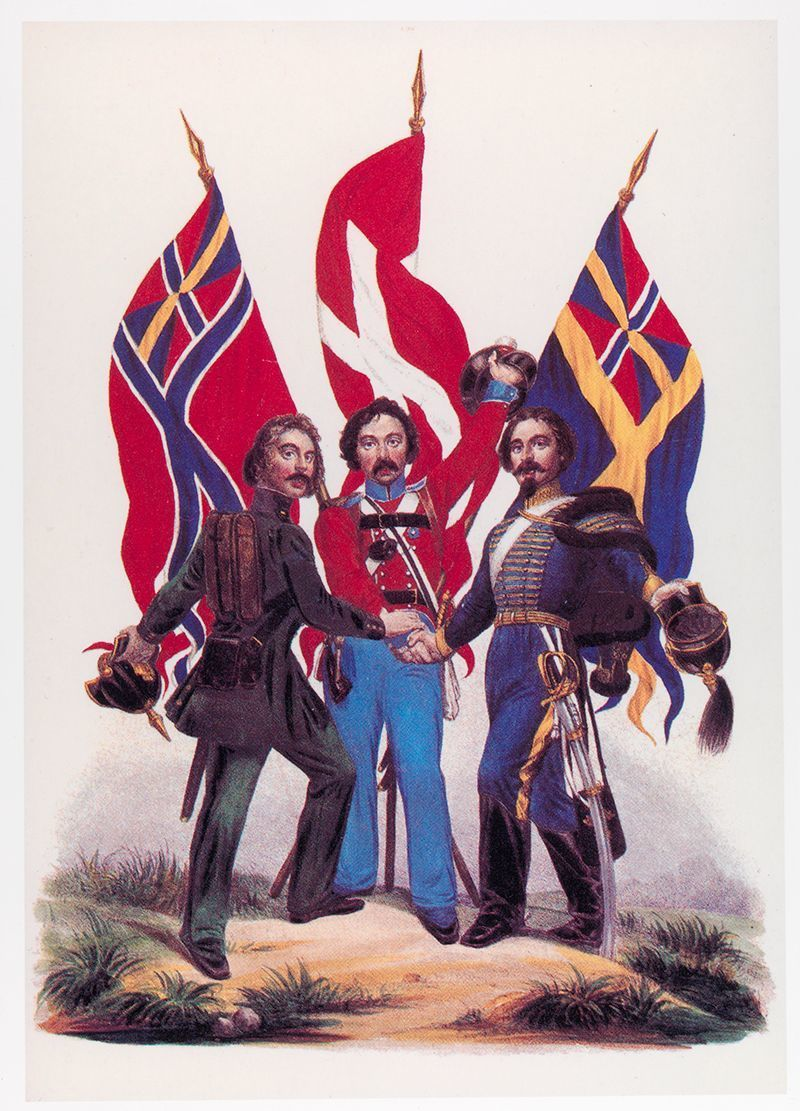
Изображение, символизирующее Скандинавизм

Скандинави́зм (дат. Skandinavisme, норв. Skandinavisme, швед. Skandinavism) — общественное движение в скандинавских странах — Швеции, Норвегии и Дании, направленное на политическое, экономическое и культурное объединение этих стран.

## Значения термина
В широком смысле под «скандинавизмом» понимаются любые течения эпохи капитализма (период после наполеоновских войн), имеющие объединительные тенденции. В узком смысле — лишь движение в 40—60-х годах XIX столетия. Некоторые историки, впрочем, распространяют действие этого понятия также на объединительные фазы во времена скандинавского средневековья. В нескандинавской литературе иногда также применяется термин «панскандинавизм».

## История
Первые признаки скандинавства как общественной мысли появились еще в 1700-х годах в академических и литературных кругах Дании. На протяжении веков датчане, норвежцы и шведы вели много войн друг против друга, но скандинавы считали, что лучше смотреть друг на друга как братьев, вспоминая опыт Кальмарской унии и исходя из географического и экономического положения стран.
Во время Наполеоновских войн политика скандинавизма чередовалась между федеральными планами и актами войны. Дания поддерживала Россию на протяжении XVIII века против шведского великодержавия. План захвата Норвегии вынашивался шведским правительством в правление Карла XII, Густава III и Густава IV Адольфа, особенно после войны 1808—1809 гг. в качестве компенсации за утерю Финляндии. В этих условиях неудивительно, что насильственное отделение Норвегии от союза с Данией и принудительная ассоциация со Швецией в 1814 году действовали в Дании и Норвегии в анти-скандинавском направлении. Вместе с тем король Дании Фредерик VI и Наполеон I в ходе выборов наследника шведского престола в 1810 году пытались утвердить своего, профранцузского или продатского претендента, что могло бы открыть дальнейшую перспективу объединения Скандинавии вокруг дома Ольденбругов или утверждению династии Бонапартов или родственной ей ветви.
Впервые «скандинавизм» в современном политическом смысле появился в Дании в 10—20-х годах XIX века как идейная поддержка борьбы за расширение национального рынка. Проводниками этой теории были в то время в первую очередь студенты, учёные, литераторы. Соответственно и этот период (до 1848 г.) назывался «академическим», или «литературным скандинавизмом».
После революции 1849 года в Дании скандинавизм приобрёл антинемецкий и отчасти великодатский характер.
В Швеции идеи «скандинавизма» использовала в первую очередь монархия, рассчитывая объединить все скандинавские страны под эгидой шведской династии Бернадотов. «Династический скандинавизм» в 1850-х годах приобрёл ярко выраженную антироссийскую окраску. Однако к 1860-м годам в Дании и Швеции, несмотря на достаточно дружественные отношения королей Фредерика VII и Карла XV, заинтересованных в закреплении и упрочении положения сотрудничества, сложились довольно различные взгляды в понимании «скандинавизма». Если для датчан «скандинавизм» был в первую очередь военно-политической и идейной поддержкой против прусской экспансии, то для шведского правительства идеологическим обоснованием политики расширения пределов страны. Датское правительство сформированное либеральной партией Венстре, в особенности министр иностранных дел и руководитель правительства в 1857—1863 гг. Халль и члены его кабинета Леманн и Монрад, перед лицом угрозы со стороны Пруссией были готовы рассмотреть проекты союза в формах сюзеренитета, конфедеративного или федеративного устройства тех королевств при условии, что Швеция обязуется помогать защитить и сохранить территориальную целостность Дании «до Эйдера». Шведский дипломат граф Хеннинг Гамильтон от лица короля выразил готовность заключить соглашение о союзе. В условиях разгорающегося кризиса вокруг Шлезвиг-Гольштейна идею Скандинавского союза пытался поддержать Наполеон III, однако Карл XV не смог сместить кабинет Де Гера-Грипенстедта, сосредоточенный на внутренних делах страны и негативно относившийся в военным авантюрам. Состояние шведской армии, все ещё формировавшейся по территориально-милицейскому принципу индельты, и расстроенные финансы после парламентской, муниципальной и церковно-управленческой реформ не позволяли осуществить необходимой военной акции. Гамильтон попытался заручиться дипломатической поддержкой великих держав гарантов Лондонского протокола, однако Великобритания и Франция не взяли на себя обязательств поддерживать Данию. Это привело к правительственному кризису, в результате чего сам Гамильтон вышел в отставку. Фактический отказ Швеции помочь Дании в отражении нападения Пруссии во время датской войны 1864 года нанёс серьёзный удар по идеологии «скандинавизма». Военное поражение с отделением герцогств в пользу Пруссии породило в датском обществе негодование и горечь, направленные на Швецию, что похоронило практическую возможность скандинавского альянса. По мнению датских историков Клаусена и Моллера, скандинавский проект вряд ли был реализуем, когда и Россия, и английское правительство были сильными противниками создания того, что они воспринимали как чрезмерное усиление Швеции.
Попытки спасти «скандинавизм» как в форме «экономического» — путём создания Скандинавского монетного союза 1872—1914 годов — так и «конституционного скандинавизма» (за счёт проекта шведского общественного деятеля и учёного А. Хедина в 1865 году о создании конфедерации скандинавских стран) оказались безуспешными. Во 2-й половине XIX столетия политики скандинавских стран отказались от проведения в жизнь политических целей «скандинавизма», так как это мешало вести в том числе и конкурентную, экономическую борьбу друг с другом.
В 1903—1918 годах «скандинавизм» выступал как течение, при помощи которого политическая верхушка Швеции и Дании пыталась предотвратить предоставление независимости Норвегии и Исландии. После создания в скандинавских странах в 1919—1924 годы обществ Нурден «скандинавизм» выполнял по большей части культурно-просветительские задачи (так называемый «неоскандинавизм»). Тенденции к политическому, экономическому и культурному единству выросли с 50-х годов XX столетия после создания Северного совета. Скандинавизм проявляет способности к модификации в зависимости от меняющейся исторической обстановки.